# Liddell Hart Centre for Military Archives
Liddell Hart Centre for Military Archives (LHCMA) ist ein 1964 gegründetes international anerkanntes Militärarchiv am Archives and Information Management Department des King’s College London.

## Geschichte
1960 schloss Captain Sir Basil Liddell Hart, Militärhistoriker und -theoretiker, mit dem King’s College London (KCL) eine Vereinbarung über den zukünftigen Verbleib seiner privaten Militärbibliothek. Sein Nachlass sollte 1964 den Grundstock für das durch den Militärhistoriker Michael Howard, Leiter des Department of War Studies, gegründete Centre for Military History dienen. Nach Liddell Harts Tod 1970 setzte sich seine Witwe für ein komplettes Archiv, bestehend aus militärischen und nichtmilitärischen, persönlichen Schriften, ein. 1973 erwarb das KCL die Militärbibliothek und das gesamte Archiv. Das Centre wurde dann in Liddell Hart Centre for Military Archives umbenannt. 1978 wurde der Bestand von mehreren tausend Exemplaren schließlich aus dem Wohnort Harts in der Grafschaft Buckinghamshire in das KCL verbracht. 1991 folgte das biographische Material des Sohnes Adrian Liddell Hart, Marineoffizier und Fremdenlegionär. Erweiterungen wurden auch um Sammlungen der Privatbibliotheken anderer Wissenschaftler wie Sir Michael Howard und Sir Lawrence Freedman vorgenommen. 2005 wurde das Archiv durch den Museums, Libraries and Archives Council (MLA) anerkannt.

## Bestand
Jährlich registriert das Archiv einen Zuwachs von über 30 Sammlungen u. a. zum Britischen Weltreich, zu den UN-Friedenstruppen in Bosnien und im Nahen Osten und zum Nordirlandkonflikt. Es beherbergt nahezu 800 private Schriftstücke von Personen aus dem britischen Sicherheitsapparat seit 1900, darunter Korrespondenzen (Liddell Hart stand beispielsweise im engen Kontakt mit Persönlichkeiten wie Robert Graves, Lord Beaverbrook und T. E. Shaw), Tagebuchaufzeichnungen, Aktennotizen, Videos, Tonbänder, Interviewabschriften, Fotografien, Kartenmaterialien, Zeitungsausschnitte usw. Darunter sind auch Dokumente von hochrangigen Militärs wie Feldmarschall Viscount Alanbrooke und General Lord Ismay. Das Department of War Studies, King’s College London beschaffte über 2.000 Mikrofilme und 500 Kopien aus anderen Archiven, zeitlich zurückgehend bis zum Zweiten Weltkrieg.
Zentrale Schwerpunkte der Sammlung sind:
- Zweiter Burenkrieg
- Erster Weltkrieg (British High Command, Westfront, Schlacht von Gallipoli, Panzerkrieg)
- Israel-Palästina-Konflikt (seit der Balfour-Deklaration)
- Indien (bis zur Teilung Indiens)
- Zweiter Weltkrieg (British High Command, u. a. Nordafrika, Ferner Osten, Griechenland, Nordwesteuropa)
- Nuklearstrategie
- Suezkrise
- Falklandkrieg
- Jugoslawienkriege

Das Liddell Hart Centre ist mit dem zentralen Bibliothekskatalog des King’s College London verbunden.

## Trustees
Derzeitiger Trustee (Chairman) – Stand 2015 – ist Feldmarschall Charles Guthrie, Baron Guthrie of Craigiebank. Zu den weiteren Mitgliedern gehören: Richard Trainor, Sir Peter Abbott, Brian Bond, Charles Wellesley, 9. Duke of Wellington, Sir Lawrence Freedman, David French, Theo Farrell, Nik Gowing, Norma Percy, Christopher Hill und Anne Poulson.

## Finanzierung
Das Centre wird insbesondere durch das King’s College London getragen, sowie darüber hinaus finanziell u. a. durch folgende öffentliche und private Organisationen unterstützt: Esmee Fairburn Charitable Trust, Ford Foundation, Heritage Lottery Fund, Higher Education Funding Council for England, John D. and Catherine T. MacArthur Foundation, Joint Information Systems Committee, Leverhulme Foundation, London Centre for Arts and Cultural Exchange und Museums Libraries and Archives Council.

## Gastredner
Seit 1988 veranstaltet das Liddell Hart Centre for Military Archives jährlich eine Vortragsreihe:
- 1988: Robert J. O’Neill
- 1992: Harry Hinsley
- 1993: Lawrence Freedman
- 1994: Max Hastings
- 1996: Ian Nish
- 1997: Brian Bond
- 1999: General Sir Michael Rose
- 2000: Nik Gowing
- 2001: General Sir Charles Guthrie
- 2002: Hew Strachan
- 2004: Simon Wessely
- 2005: David Reynolds
- 2006: Richard Holmes
- 2007: Joseph Nye
- 2009: Sir Jeremy Isaacs
- 2010: Michael Burleigh
- 2011: Peter Hennessy
- 2012: Brian Holden-Reid
- 2013: Sir Max Hastings
- 2015: Michael Clarke